# Trần Đức Dương
Trần Đức Dương (ur. 2 maja 1983) – wietnamski piłkarz występujący na pozycji pomocnika w klubie Nam Định FC.

## Kariera piłkarska
Trần Đức Dương od początku swojej kariery piłkarskiej występuje w drużynie Nam Định FC. Obecnie jego zespół gra w pierwszej lidze wietnamskiej.
Zawodnik ten jest także reprezentantem Wietnamu. W drużynie narodowej zadebiutował w 2007 roku. Został również powołany na Puchar Azji 2007, gdzie jego drużyna odpadła w ćwierćfinale. On jednak ani razu nie pojawił się na boiskach tego turnieju.